# Сі-Роуд (Каліфорнія)
Сі-Роуд (англ. C-Road) — переписна місцевість (CDP) в США, в окрузі Плумас штату Каліфорнія. Населення — 140 осіб (2020).

## Географія
Сі-Роуд розташоване за координатами 39°45′46″ пн. ш. 120°34′37″ зх. д. / 39.76278° пн. ш. 120.57694° зх. д. (39.762697, -120.577048).  За даними Бюро перепису населення США в 2010 році переписна місцевість мала площу 6,90 км², уся площа — суходіл.

## Демографія
Згідно з переписом 2010 року, у переписній місцевості мешкало 150 осіб у 73 домогосподарствах у складі 54 родин. Густота населення становила 22 особи/км².  Було 102 помешкання (15/км²).
Расовий склад населення:
| - 93,3 % — білих - 1,3 % — азіатів |

До двох чи більше рас належало 5,3 %. Частка іспаномовних становила 6,0 % від усіх жителів.
За віковим діапазоном населення розподілялося таким чином: 11,3 % — особи молодші 18 років, 69,4 % — особи у віці 18—64 років, 19,3 % — особи у віці 65 років та старші. Медіана віку мешканця становила 53,3 року. На 100 осіб жіночої статі у переписній місцевості припадало 117,4 чоловіків;  на 100 жінок у віці від 18 років та старших — 111,1 чоловіків також старших 18 років.
Цивільне працевлаштоване населення становило 54 особи. Основні галузі зайнятості: науковці, спеціалісти, менеджери — 27,8 %, виробництво — 20,4 %, будівництво — 20,4 %.